# Love. Angel. Music. Baby.
Love. Angel. Music. Baby. je debutové sólové album americké zpěvačky Gwen Stefani, které vyšlo v listopadu roku 2004. Sólovou kariéru označila jen jako svůj vedlejší projekt, kde si vyzkoušela spolupráci s různými producenty a umělci.
Zvukově má album připomínat 80. léta. Většina textů se soustřeďuje na módu a bohatství. Deska také představila takzvané Harajuku Girls, čtyři tanečnice, které Gwen inspirovaly v módě a pocházejí z části Tokia nazvané Harajuku.
Samotné album se těšilo velké přízni kritiků a vysokým prodejům, které se vyšplhaly až k sedmi milionům a zpěvačka si za desku odnesla dvě nominace na cenu Grammy.

## Seznam písní
1. "What You Waiting For?" – 3:41
2. "Rich Girl"  (feat. Eve)– 3:56
3. "Hollaback Girl"– 3:20
4. "Cool" – 3:09
5. "Bubble Pop Electric"  (feat. André 3000)  – 3:42
6. "Luxurious" – 4:25
7. "Harajuku Girls" – 4:51
8. "Crash" – 4:06
9. "The Real Thing" – 4:11
10. "Serious" – 4:48
11. "Danger Zone" – 3:36
12. "Long Way to Go"  (feat. André 3000)  – 4:34

## Umístění ve světě
| Stát           | Umístění |
| -------------- | -------- |
| Austrálie      | 1        |
| Kanada         | 3        |
| Finsko         | 3        |
| Velká Británie | 4        |
| Irsko          | 5        |
| Nový Zéland    | 5        |
| USA            | 5        |
| Svět           | 6        |
| Norsko         | 6        |
| Švédsko        | 8        |
| Německo        | 11       |
| Rakousko       | 12       |
| Nizozemsko     | 14       |
| Švýcarsko      | 17       |
| Francie        | 19       |